# Petting (Alemania)
Petting es un municipio del distrito de Traunstein, en Baviera, Alemania. Está situado en la orilla del lago Waginger, un lago aluvial.

## Historia
Petting, construido sobre un lavado de la Edad de Hielo, se dice que una vez fue una isla cuando grandes áreas todavía estaban bajo el agua. La isla se consideraba segura y protegida y ya estaba habitada en ese momento.
Se dice que el lugar tuvo una iglesia ya en el año 800, pero fue destruida por los húngaros alrededor del año 900. En la plaza de la iglesia supuestamente se encontraba el castillo de los nobles de Pettingen. Esta noble familia se remonta al siglo VI. Se supone que los siguientes señores tomaron como propio el nombre de la villa. También se supone que Petting ya existía en el Imperio Romano y tenía el mismo nombre en ese momento.
El pueblo fue mencionado por primera vez en 1048 como "Pettinga". En 1335, la parroquia de Petting se incorporó al monasterio de San Zenón en Reichenhall. Petting fue la sede de una silla del Arzobispado de Salzburgo y cayó al archiduque Fernando de Toscana durante la secularización en 1803, a Austria en 1805, que Petting tuvo que ceder al Reino de Baviera en 1810. Petting se convirtió entonces en un municipio político independiente a través del edicto municipal de 1818.